# Giro d'Italia de 1968
Giro d'Italia 1968 foi a quinquagésima primeira edição da prova ciclística Giro d'Italia (Corsa Rosa), realizada entre os dias 21 de maio e 12 de junho de 1968.
A competição foi realizada em 22 etapas com um total de 3.917 km.
O vencedor foi o ciclista belga Eddy Merckx. Largaram 130 competidores, cruzaram a linha de chegada 90 corredores.